# Нотраньска-Крашка
Внутреннекарстский регион (словен. Notranjsko-kraška regija) — статистический регион, расположенный в юго-западной части Словении. Его главными достопримечательностями являются пещера Постойнска-Яма и озеро Церкница с переменным уровнем воды. Нотраньска-Крашка — один из самых маленьких по площади и наименее населённых регионов Словении. Общая площадь региона составляет 1456 км². Население — 52 256 человека (2010). Региону принадлежит всего 2 % от ВВП Словении.

## Административное деление
В статистический регион входят 6 общин:
| № | ISO 3166-2 code | Община (русск.)  | Община (словен.)        | Население, чел. (2010) | Площадь, км² |
| - | --------------- | ---------------- | ----------------------- | ---------------------- | ------------ |
| 1 | SI-150          | Блоке            | Občina Bloke            | 1572                   | 75           |
| 2 | SI-013          | Церкница         | Občina Cerknica         | 11 192                 | 241          |
| 3 | SI-038          | Илирска-Бистрица | Občina Ilirska Bistrica | 13 923                 | 480          |
| 4 | SI-065          | Лошка-Долина     | Občina Loška dolina     | 3930                   | 167          |
| 5 | SI-091          | Пивка            | Občina Pivka            | 5964                   | 223          |
| 6 | SI-094          | Постойна         | Občina Postojna         | 15 675                 | 270          |
|   |                 | Всего            |                         | 52 256                 | 1456         |

## Экономика
Структура занятости: 45,6 % сфера услуг, 48,1 % промышленность, 6,3 % сельское хозяйство.

### Туризм
Регион привлекает всего лишь 1,3 % от общего числа туристов в Словении, большую часть из них составляют итальянцы (24,97 %).

### Транспорт
Длина автомагистралей: 32 км.
Протяжённость других дорог: 763 км.